# 華麗なる遺産
『華麗なる遺産』（かれいなるいさん）は、2009年に韓国のSBSで放送されたテレビドラマ。放映期間は2009年4月25日から7月26日までで全28話。韓国では最高視聴率47.1%とこの年の上半期ドラマ視聴率No.1になっている。

## あらすじ
海外留学から帰ってきたウンソンと、同じく海外留学から帰国したファン。空港でトランクを入れ違った偶然の縁からストーリーは始まる。
二人には過酷な人生が訪れるが、それらを乗り切るうちに互いは惹かれあっていき、やがて真の愛で結ばれるのであった。
ドラマに出てくるチンソン食品は韓国に実際にある、チンソン・ソルロンタンが舞台である。

## 登場人物
- コ・ウンソン：ハン・ヒョジュ
- ソヌ・ファン：イ・スンギ
- ユ・スンミ：ムン・チェウォン
- パク・ジュンセ：ペ・スビン
- ペク・ソンヒ：キム・ミスク
- イ・ヒョンジン：キム・ジェスン
- チャン・スクチャ：パン・ヒョジョン
- コ・ピョンジュン：チョン・インテク
- コ・ウヌ：ヨン・ジュンソク
- オ・ヨンナン：ユ・ジイン
- ソヌ・ジョン：ハン・イェウォン
- ピョ・ソンチョル：イ・スンヒョン
- パク・テス：チェ・ジョンウ
- イ・ヘリ：ミン・ヨンウォン
- チョン・イニョン：ソン・ヨウン
- チン・ヨンソク：チョン・ソグォン
- イ・ジュニョン：ペク・スンヒョン
- ハン・スジェ：パク・サンヒョン

## スタッフ
- 演出：チン・ヒョク
- 脚本：ソ・ヒョッキョン

## 韓国国外での放送

### 日本
日本の地上波では、フジテレビの韓流α枠にて2010年3月2日から同年3月30日までフジテレビ韓流α独自の全23話で放送され、韓流αリクエストスペシャル!!として2010年11月4日から2010年12月13日までフジテレビ韓流α独自の全27話で再放送（1話 - 12話まで14時7分 - 15時20分、13 - 25話まで14時7分 - 15時30分、26 - 27話まで14時7分 - 15時57分。韓国版の26 - 28話を再編集して、韓流α版の26 - 27話に編集）された。
また、BSフジでは2010年6月6日から同年12月19日まで毎週日曜19時00 - 19時55分に放送された（再放送あり、毎週木曜12:00 - 12:55と毎週金曜8:30 - 9:25（金曜日の放送は、途中で打ち切りとなり、木曜のみとなった））。
日本での放送を期に82ヶ国で放送された。
日本語吹替
- コ・ウンソン：坂本真綾
- ソヌ・ファン：佐藤拓也
- ユ・スンミ：小橋知子
- パク・ジュンセ：花輪英司
- ペク・ソンヒ：八十川真由野
- チャン・スクチャ：真山亜子

## 中国版
2011年中国のBS局東方衛視にてリメイクされた。邦題は『華麗なる遺産〜燦爛人生〜』。

### 出演
- 劉宇浩（ソヌ・ファンに相当）：ジェリー・イェン
- 夏晴天（コ・ウンソンに相当）：エッダ・チェン
- 夏晴朗（コ・ウヌに相当）：リュウ・ウェイ
- 潘淑慧（チャン・スクチャに相当）：ファン・ファン
- 蒋夢媛（ユ・スンミに相当）：シン・ズー
- 林曼怡（ペク・ソンヒに相当）：イボンヌ・ヨン
- 高振軒（パク・ジュンセに相当））：ハー・ビン

### 中国国外での放送

#### 日本
DATV、BSフジ、KBS京都にて放送。BSフジ、KBS京都では日本語吹替版が放送された。吹替を担当した声優は以下の通り:
- 劉宇浩: 佐藤拓也
- 夏晴天: 坂本真綾
- 夏晴朗: 山下章
- 潘淑慧: 宮沢きよこ
- 蒋夢媛: 小橋知子
- 林曼怡: 丸山雪野
- 高振軒: 花輪英司